# 大風坳 (畢拿山)
大風坳（英文：Quarry Gap或Tai Fung Au），又稱鰂魚涌坳，是香港一個山坳，位於香港島東部大潭以北、鰂魚涌以南，畢拿山與柏架山之間。由於二戰前當地建有「太古療養院」（Tai Koo Sanitorium），所以戰前的地圖會標註當地為。該坳有柏架山道途經，也是港島徑第五段及第六段的交接處，大風坳作為兩段港島徑的交接處，設有洗手間、遊樂設施和燒烤場、涼亭等郊野設施。

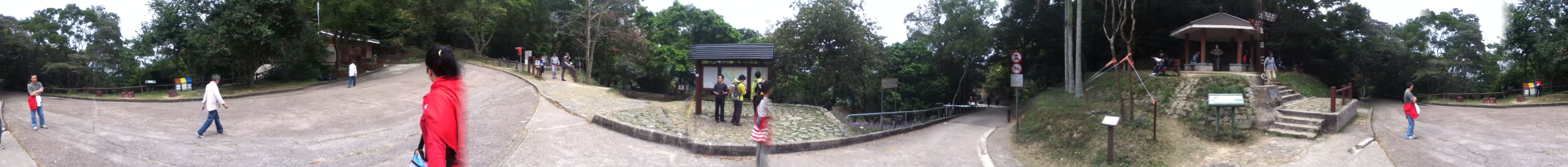
大風坳全景圖